# Plagiometriona
Plagiometriona là một chi bọ cánh cứng trong họ Chrysomelidae.
Chi này được miêu tả khoa học năm 1899 bởi Spaeth.

## Các loài
Các loài trong chi này gồm:
- Plagiometriona ambigena (Boheman, 1855)
- Plagiometriona costaricensis Borowiec, 2001
- Plagiometriona diffusa Buzzi, 2002
- Plagiometriona latemarginata Borowiec, 2001
- Plagiometriona losi Borowiec, 1998
- Plagiometriona palmeirensis Buzzi, 1992
- Plagiometriona vigens (Boheman, 1855)